# Station Malesherbes
Station Malesherbes is een spoorwegstation aan de spoorlijn Villeneuve-Saint-Georges - Montargis. Het ligt in de Franse gemeente Malesherbes in het departement Loiret (Centre-Val de Loire).

## Geschiedenis
Het station is op 6 mei 1867 geopend bij de opening van de sectie Maisse - Malesherbes.

## Ligging
Het station ligt op kilometerpunt 76,644 van de spoorlijn Villeneuve-Saint-Georges - Montargis. Dit is het laatste station aan de spoorlijn dat bediend wordt, verderop is de spoorlijn gesloten.

## Diensten
Het station wordt aangedaan door treinen van de RER D tussen Châtelet - Les Halles en Malesherbes.

## Vorig en volgend station
| Richting                 | Vorig station | Lijn  | Volgend station | Richting    |
| ------------------------ | ------------- | ----- | --------------- | ----------- |
| Châtelet - Les Halles D8 | Boigneville   | RER D | Eindpunt        | Eindpunt D4 |